# Bradycellus ardelio
Bradycellus ardelio är en skalbaggsart som beskrevs av Thomas Casey. Bradycellus ardelio ingår i släktet Bradycellus och familjen jordlöpare. Inga underarter finns listade i Catalogue of Life.